# 大韓民国憲法
大韓民国憲法（だいかんみんこくけんぽう、韓: 대한민국 헌법 / 大韓民國憲法）は、大韓民国の成文憲法である。
現行の憲法は第六共和国憲法（제6공화국 헌법）とも別称され、1987年10月29日に採択された。
大韓民国憲法は大韓民国成立以前の1948年7月12日に制定され、同年7月17日に公布された。起草者は兪鎮午。それ以降、大韓民国憲法は9回にわたって改憲され、特にそのうちの5回におよぶ改憲は韓国の国家体制を大きく変えるほどの修正がなされた。そのため、5回におよぶ改憲は韓国政体の歴史的な一区切りとされ、それぞれの時期に存続していた憲法には第一から第六までの番号が憲法の通称として付けられている。

## 沿革
大韓民国憲法の9回に及ぶ改訂は、1950年代の李承晩による強権独裁政治、1960年代-1970年代の朴正煕による強権独裁政治、そして1980年代の全斗煥による独裁政治とそれに対する民主化運動の帰結という政治的な一連のできごとと密接に関連している。そのため、韓国憲法史は激動の韓国政治史を象徴していると見ることができる。
- 1948年7月12日：大韓民国憲法（第一共和国憲法、または制憲憲法）を制定。同月17日に公布。
- 1952年7月7日：第一次憲法改正として、憲法条文の一部を改訂。
- 1954年11月29日：第二次憲法改正として、憲法条文の一部を改訂。
- 1960年6月15日：第三次憲法改正として、憲法条文の一部を改訂（第二共和国憲法）。
- 1960年11月29日：第四次憲法改正として、憲法条文の一部を改訂。
- 1961年6月16日：5・16軍事クーデターで権力を掌握した国家再建最高会議が、国家再建非常措置法を制定・公布し、憲法の効力を停止する。
- 1962年12月26日：第五次憲法改正として、憲法条文を全面的に改訂した新憲法が公布される（第三共和国憲法）。
- 1969年10月21日：第六次憲法改正として、憲法条文の一部を改訂。
- 1972年12月27日：第七次憲法改正として、憲法条文を全面的に改訂（第四共和国憲法、または維新憲法）。
- 1980年10月27日：第八次憲法改正として、憲法条文を全面的に改訂（第五共和国憲法）。
- 1987年10月29日：第九次憲法改正として、憲法条文を全面的に改訂（第六共和国憲法）。

### 制憲憲法
大韓民国憲法の制定は、1948年5月10日の総選挙後、同年6月1日の第一回国会で設置された「憲法起草委員会」が憲法草案を国会に提案する形式で進められた。これにより成立した憲法のことを韓国では制憲憲法と呼称している。当初の原案では、国会の二院制、議院内閣制（責任内閣制）、大法院（最高裁判所）による違憲立法審査が主な内容として盛り込まれていた。しかし、国会議長であった李承晩の圧力によって成立した憲法の主な内容は、国会の一院制、大統領制、憲法委員会による違憲立法審査や統制計画経済などへと大きく修正された。この憲法により、大統領は任期が4年とされ、国会議員の間接選挙によって李承晩が選出された。もっとも、大統領は国務総理の選出に国会の同意が必要であり、制憲憲法下の大統領制度は大統領制に議院内閣制の要素を加えた折衷型の権力制度となっていた。

### 第一次憲法改正（抜粋改憲）
朝鮮戦争直前の1950年5月に行われた第2代国会議員選挙で、単独政府作りを推し進めた李承晩に批判的な中道派や南北協商派が多数当選し、国会議員による間接選挙では自身の当選が危うくなったことから、大統領の選出方法を間接選挙から、国民による直接選挙制に改める必要性に迫られて行われた憲法改正である。朝鮮戦争最中の1951年11月30日に最初の憲法改正案を国会に提出した際は圧倒的多数（賛成19名、反対143名、棄権1名）で否決された。その後、白骨団や民衆自決団などの政治ヤクザが国会への抗議デモを行い、1952年5月に臨時首都となっていた釜山一円に戒厳令を布告し、国会議員多数が国際共産党関連嫌疑で検挙され、国会議事堂周辺を警察や政治ヤクザが包囲する中、1952年7月4日に圧倒的賛成多数（賛成163、反対0、棄権3）で可決されて成立した（釜山政治波動）。なお、この憲法改正は与党側が主張する大統領直選制改憲案と野党側の責任内閣制改憲案の両方から改憲条項を抜粋して作られた改憲案であるため、通称「抜粋改憲」と呼ばれている。この改憲に対しては憲法に規定された事前公告手続の不履行や読会手続が欠けるなど手続的な瑕疵があるという指摘が多い。

#### 改憲内容の要点
- 国務委員（閣僚）は国務総理の推挙で大統領が任命。
- 国務院（内閣）に対する国会の不信任案可決には、在籍議員が3分の2以上出席した上、出席議員の3分の2以上の賛成を必要とする。
- 国会を現行の一院制から二院制にする[注 1]。
- 大統領の選出方法を国会議員による間接選挙から、国民による直接選挙制に改める。

### 第二次憲法改正（四捨五入改憲）
1954年5月20日に行われた第3代民議院総選挙で与党・自由党は過半数を上回る議席を得た。そのため、政府と与党は李承晩大統領の三選を可能とするための改憲案を国会に提出したが、11月27日の評決では、在籍議員203名中、賛成135名、反対60名、棄権7名で、憲法改正に必要な136名に1人足らなかったため、国会議長は否決を宣言した。しかし、自由党はいったん否決された改憲を数学の四捨五入原則を持ち出して（203議席の3分の2は135.3であるから四捨五入した135議席が議決定足数であるとして）、11月29日に、27日の否決を取り消し、可決されたことを宣言し、改正案は国会を通過し、宣布された。

#### 改憲内容の要点
- 初代大統領に限って三選制限を撤廃
- 主権の制約又は領土変更時の国民投票制度導入
- 国務総理制度の廃止と国務委員に対する個別的不信任制の採択
- 大統領欠位時における副大統領の地位継承制度の新設
- 憲法改正の国民発案制と限界条項の新設
- 軍法会議の憲法上根拠の明示
- 自由経済体制の導入

### 第三次憲法改正（議院内閣制改憲、第二共和国憲法）
1960年3月15日に実施された正副大統領選挙（通称:3.15不正選挙）における大規模な不正をきっかけにした学生と市民の反発が4月革命へと発展し、李承晩大統領は退陣に追い込まれた。直後の5月2日、許政を内閣首班とした過渡政府が発足し、国会に憲法改正のための憲法改正起草委員会が構成され、議院内閣制を骨格とする改憲案を6月11日に国会に提出し、同月15日に国会を通過し、同日付で公布された。

#### 改憲内容の要点
- 基本的権利の修正・補完と強化
- 大統領制から議院内閣制への変更
- 複数政党制の保障と憲法における政党の地位向上
- 法官を選挙人団で選出する
- 弾劾裁判所と憲法裁判所の新設
- 中央選挙管理委員会を憲法上の機関とする
- 警察の中立性を規定
- 地方自治体の長を直接選挙で選出する

### 第四次憲法改正（不正選挙処罰改憲）
3.15不正選挙を主導した首謀者と不正選挙に抗議した市民を殺傷した警察官などを処罰する目的で、憲法に刑罰不遡及の原則に対する例外規定が新設された。

#### 改憲内容の要点
- 刑罰不遡及原則に対する例外規定の新設 - 不正選挙関連者の処罰法、反民主行為者の公民権制限法、不正蓄財特別処理法、特別裁判所及び特別検察部組織法など一連の遡及特別法が制定された。

### 第五次憲法改正（全面改憲。第三共和国憲法）
張勉政権の与党である民主党内部の派閥争いや、デモの多発で国内が混乱状態を迎え、朴正煕将軍を中心とする軍部の一部が1961年5月16日に軍事クーデター（5・16軍事クーデター）を起こし、張勉政権を倒して三権を掌握した。軍部は国家再建措置法で国政を運営しつつ、第二共和国憲法も同法に反しない範囲において、その効力を認めるようにした。
クーデター翌年、軍政当初の革命公約に基づいて民政移管のための憲法改正作業を進め、1962年12月17日の国民投票で憲法改正案は承認・確定した。

#### 改憲内容の要点
- 人間の尊厳と価値に関する条項の新設
- 国家安全保障による基本権制限
- 第二共和国時代の二院制国会から一院制国会に変更
- 大統領制採用（1期4年、重任は1回のみ容認）
- 憲法裁判所の廃止と裁判所への違憲立法審査権付与
- 国民投票制度新設
- 経済科学審議会議と国家安全保障会議の新設
- 公職選挙立候補者の所属政党公薦の義務化、所属政党を党籍離脱及び変更した際の議員職喪失規定の新設

### 第六次憲法改正（3選改憲）
第6次憲法改正は1962年の第5次改正において「大統領は1回に限って再任することができる」としていた3選禁止規定を撤廃し、朴正煕大統領の3選を可能とするために行われたものである。1969年9月14日深夜、与党・民主共和党の国会議員のみで強引に採決し、国会を通過させた。そして、同年10月17日に行われた国民投票において投票者全体の65%余りの賛成で確定し、10月21日に公布された。

#### 改憲内容
- 国会議員定数を現行の150人以上200人以下から、150人以上250人以下に増員。
- 国会議員の国務委員（閣僚）兼職の容認
- 大統領に対する弾劾発議をするために必要な定足數の最低人数を30人以上から50人以上に引き上げる。
- 大統領の任期について、継続任期は3期までとする。

### 第七次憲法改正（維新憲法）
1971年の大統領選挙で朴正煕大統領は3選を果たした。しかし、最大野党である新民党の大統領候補である金大中に激しく追い上げられた上に、直後に行われた国会議員選挙において、新民党が改憲阻止線の3分の1を大幅に上回る議席を獲得したことで、任期を延長するための憲法改正が事実上不可能になった。そのため、朴は1972年10月17日に非常戒厳令を全国に宣布した上で、国会の解散、政党などの政治活動を中止するなど憲法の一部条項の効力を停止、停止された機能を非常国務会議が代行するといった「10.17非常措置」を断行した。その上で、非常国務会議は1972年10月27日に憲法改正案を公告し、翌11月21日に国民投票での承認を経て、12月27日に公布された。この時の憲法改正は第七次改正で、通称「維新憲法」と呼ばれた。

#### 維新憲法の内容
- 基本権が制限される事由に国家安全保障が追加、拘束適否審査制の廃止、緊急拘束要件の緩和、任意性のない自供の証拠能力否認条項削除
- 財産権の使用・収益・制限の場合、法律での補償方法と基準を設定、軍人・軍属の二重賠償請求禁止
- 労動3法の主体と範囲の縮小
- 大統領直選制の廃止、大統領選出機構として統一主体国民会議を新設
- 大統領の任期を4年から6年に延長、重任制限は撤廃。
- 大統領に、国会の同意や承認を必要としない事前的・事後的緊急措置権、国会解散権、国会議員定足数の3分の1の推薦権、国民投票付議権、大法院院長を始めとする全ての法官の任命・補職権と懲戒による罷免権を付与

### 第八次憲法改正（第五共和国憲法）
1979年10月26日に朴正煕大統領が暗殺（朴正煕暗殺事件）された後、12月12日の粛軍クーデター、翌1980年5月の5・17クーデターで政治の実権を掌握した新軍部は、光州事件を鎮圧した直後に全斗煥将軍を委員長とする国家保衛非常対策委員会（国保委）を設置し、大統領を辞任した崔圭夏の後を継いで1980年9月1日に全斗煥が大統領に就任した。全の下で進められた憲法改正案は10月22日に国民投票で承認され、10月27日から施行された。

#### 第8次改憲の骨子
- 幸福追求権と環境権の新設
- 自供の証拠能力制限・連座制の禁止・拘束適否制の復活・刑事被告人の無罪推定など基本権保障を強化
- 統一主体国民会議を廃止、大統領の選挙は選挙人団による間接選挙制で、任期は7年単任制に
- 大統領の任期延長のための憲法改正は憲法改正当時の大統領に対しては適用を除外
- 国政調査権の新設、国会権限の回復

### 第九次憲法改正（第六共和国憲法）
大統領直選制と基本権保障の拡大・強化を強く求めていた国民の改憲要求を当時の与党であった民主正義党の盧泰愚代表委員が1987年の6・29民主化宣言の形態で受け入れたことで行われた第9次の改憲である。6・29宣言の後、与野党間の政治協商を経て、合意改憲案が準備され、10月27日の国民投票で確定、29日に公布された（施行は翌1988年2月25日）。この9次改憲は、与党と野党の合意でなされたという点で非常に重要な意義を有し、以降、今日まで存続している。

#### 第九次改憲の内容
- 大統領直接選挙制、任期5年で再任禁止
- 大統領権限の制限
  - 非常措置権の廃止
  - 国会解散権の廃止
- 前文において、大韓民国臨時政府の法的正当性と4・19民主理念の継承および祖国の民主改革の使命を明記
- 国政監査権の復活
- 国会の権限強化（国会会期制限の撤廃）
- 大法官（最高裁判所長官）は国会の同意を経た上で大統領が任命
- 憲法裁判所の新設
- 国民の基本的人権の強化
- 拘束適否審査制の全面保障
- 犯罪被害者に対する国家支援の新設
- 刑事被疑者の権利拡大
- 許可・検閲の禁止による「表現の自由」の自由拡大

## 現行憲法（第六共和国憲法）の構成
現行憲法は、前文と本文10ヶ章130箇条、附則6箇条で構成されている。前文には憲法の成立した由来と基本的精神を明記し、本文には第1章「総綱」、第2章「国民の権利と義務」、第3章「国会」、第4章「政府」、第5章「裁判所」、第6章「憲法裁判所」、第7章「選挙管理」、第8章「地方自治」、第9章「経済」、第10章「憲法改正」の順で規定されている。